# Cambrian Airways
Cambrian Airways (im Außenauftritt verkürzt Cambrian, ursprünglich Cambrian Air Services) war eine britische Fluggesellschaft, die im November 1967 von British European Airways übernommen wurde und im Jahr 1976 vollständig in British Airways aufging. 

## Geschichte

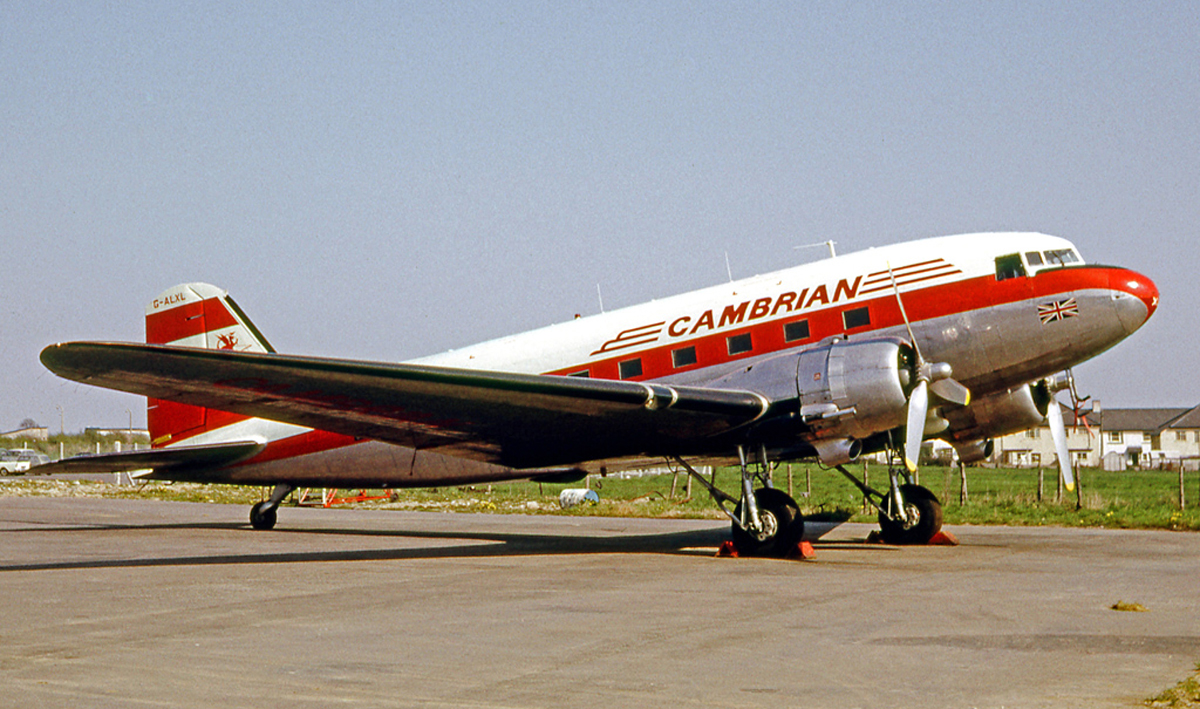
Im Jahr 1954 stellte Cambrian Air Services ihre ersten Douglas DC-3 in Dienst

Die Bedarfsfluggesellschaft Cambrian Air Services Ltd. (CAS) wurde am 25. April 1935 in Cardiff gegründet. Das auf dem Flugplatz Pengam Moors ansässige Unternehmen bot Rundflüge mit einer De Havilland DH.60 Moth an und führte unter anderem Pilotenschulungen für Western Airways durch, mit der eine Kooperation bestand. Die Flugschule blieb während des Zweiten Weltkriegs bestehen.
Nach dem Krieg erhielt Cambrian Air Services am 1. Januar 1946 als erstes britisches Privatunternehmen eine Genehmigung zur Wiederaufnahme von Charterflügen, die zunächst mit einmotorigen Maschinen der Typen Auster Autocrat und  Percival Proctor erfolgten. Ab dem 25. Mai 1948 setzte sie Verkehrsflugzeuge des Typs De Havilland DH.89 Dragon Rapide im Auftrag von British European Airways (BEA) im Linienverkehr zwischen Cardiff und Weston-super-Mare ein. Im Folgejahr nahm das Unternehmen planmäßige Dienste von Cardiff nach Barnstaple, Bristol sowie zu den britischen Kanalinseln Jersey und Guernsey auf. Die ersten internationalen Linienverbindungen wurden im Jahr 1953 zwischen Bristol und Paris sowie zwischen Cardiff und Dinard eingerichtet. Auf beiden Strecken  kamen De Havilland DH.104 Dove zum Einsatz. Daneben führte Cambrian Air Services Ad-hoc-Charterdienste sowie Zieldarstellungsflüge für die Royal Air Force durch. Im Jahr 1954 beförderte die Gesellschaft 24.973 Passagiere und erwarb ihre ersten zwei Douglas DC-3. Der Geschäftssitz wurde im selben Jahr vom Flugplatz Pengam Moors auf den neu eröffneten Rhoose Airport verlegt.
Das Unternehmen wurde am 23. Mai 1955 zur Cambrian Airways umfirmiert. Etwa gleichzeitig eröffnete die Gesellschaft eine Linienstrecke nach Nizza und stellte werksneue Flugzeuge des Typs De Havilland DH.114 Heron in Dienst. Die staatliche Fluggesellschaft BEA ging im Jahr 1956 eine zehnjährige Kooperation mit Cambrian Airways ein und beteiligte sich im Februar 1958 zu einem Drittel an dem Unternehmen. Im gleichen Jahr brachen die Passagierzahlen stark ein, so dass die Gesellschaft zahlreiche Linienverbindungen aufgab und ihren Flugbetrieb im Winter 1958/59 komplett ruhen ließ. Zeitgleich wurden alle Maschinen der Typen Dove und Heron verkauft.
Mit Unterstützung durch BEA erfolgte im Frühjahr 1959 die erneute Betriebsaufnahme mit Flugzeugen des Typs Douglas DC-3, die zunächst im Zubringerverkehr für die staatliche Gesellschaft von Cardiff und Bristol nach Manchester zum Einsatz kamen. Im Verlauf des Jahres 1959 wurden die aufgegebenen Linienrouten nacheinander wieder eröffnet und weitere Städte in das Streckennetz eingebunden, unter anderem auch London. Im Jahr 1962 beförderte die Gesellschaft mit fünf Douglas DC-3 insgesamt 123.000 Passagiere. Die ersten Turboprop-Flugzeuge des Typs Vickers Viscount ergänzten ab dem 2. Februar 1963 die Flotte. Am 1. April 1963 trat BEA ihre von London-Heathrow, Liverpool und Manchester ausgehenden Verbindungen nach Belfast, Cork, Dublin sowie zur Isle of Man an Cambrian Airways ab. Nach der Übernahme weiterer Vickers Viscount fanden ab dem 25. Mai 1963 erstmals von Cardiff und Bristol ausgehende IT-Charterflüge statt, zunächst nach Rimini, Dubrovnik und Valencia.

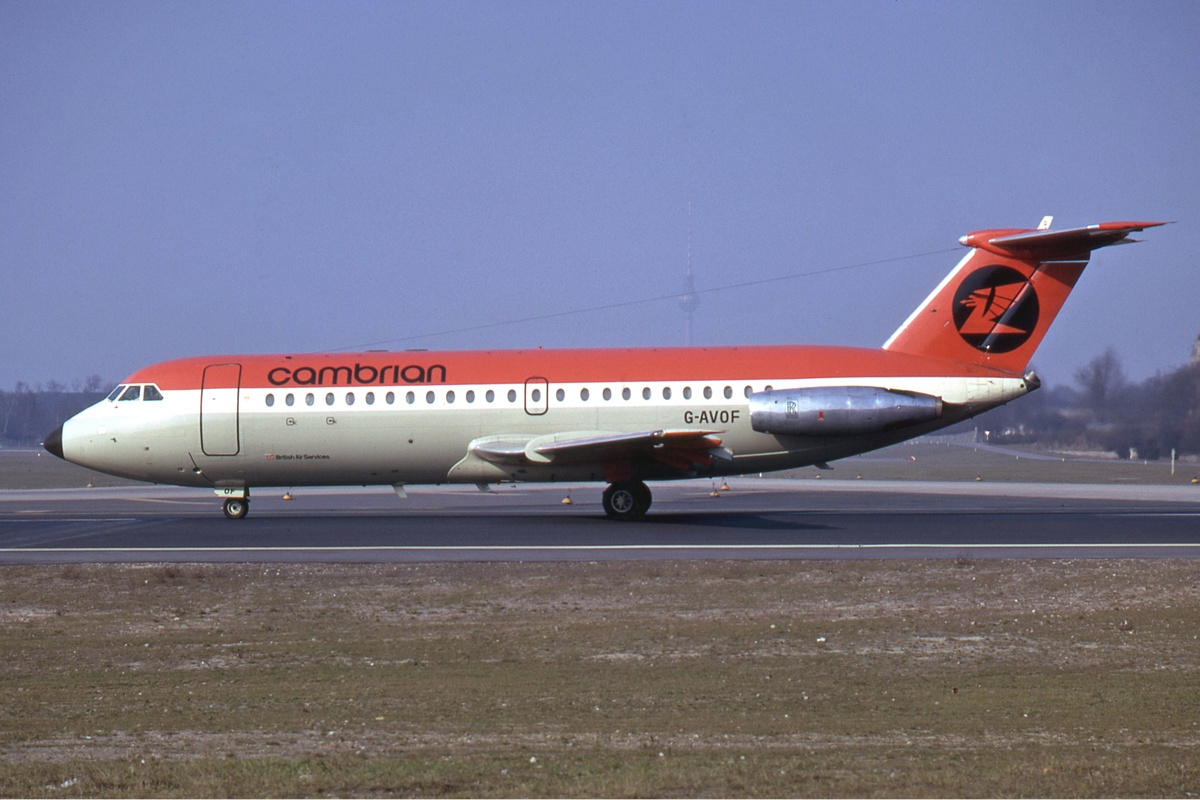
Eine BAC 111-400 in der letzten Farbgebung der Cambrian Airways

Im November 1967 wurde das Unternehmen vollständig von British European Airways (BEA) übernommen und mit der zeitgleich aufgekauften BKS Air Transport zur neuen Tochtergesellschaft British Air Services zusammengeschlossen, an welcher BEA zu 70 Prozent und die Eigentümer der BKS Air Transport sowie der Cambrian Airways zu 30 Prozent beteiligt waren. Cambrian Airways war damit kein selbständiges Unternehmen mehr, blieb aber als regionale Sparte innerhalb von British Air Services bestehen und setzten den Flugbetrieb unter ihrem bisherigen Markennamen fort. Am 19. Dezember 1969 erhielt sie das erste von vier Düsenflugzeugen des Typs BAC 111-400, das ab dem 5. Januar 1970 im Linienverkehr genutzt wurde. Ab Sommer 1970 kamen die BAC 1-11 auch auf IT-Charterflügen für den neuen firmeneigenen Reiseveranstalter Cambrian Air Holidays zum Einsatz.
Nach der am 31. März 1974 erfolgten Fusion von British European Airways (BEA) und British Overseas Airways Corporation (BOAC) zur Fluggesellschaft British Airways blieb Cambrian als deren regionale Sparte (BA Regional Division Cambrian) erhalten, trat aber im Anschluss nicht mehr unter eigenem Namen in Erscheinung. Die Flugzeuge bekamen zunächst die Aufschrift British Airways und wurden nacheinander in deren Unternehmensfarben lackiert. Am 31. März 1976 ging die Regional Division Cambrian vollständig in British Airways auf und wurde aufgelöst.

## Zwischenfälle
- Am 6. Dezember 1953 wurde eine kurzzeitig von der Royal Air Force gemietete Airspeed Oxford (Kennzeichen: HM784) nach einem Unfall nahe Ebbw Vale (Wales) als Totalverlust abgeschrieben.[17]

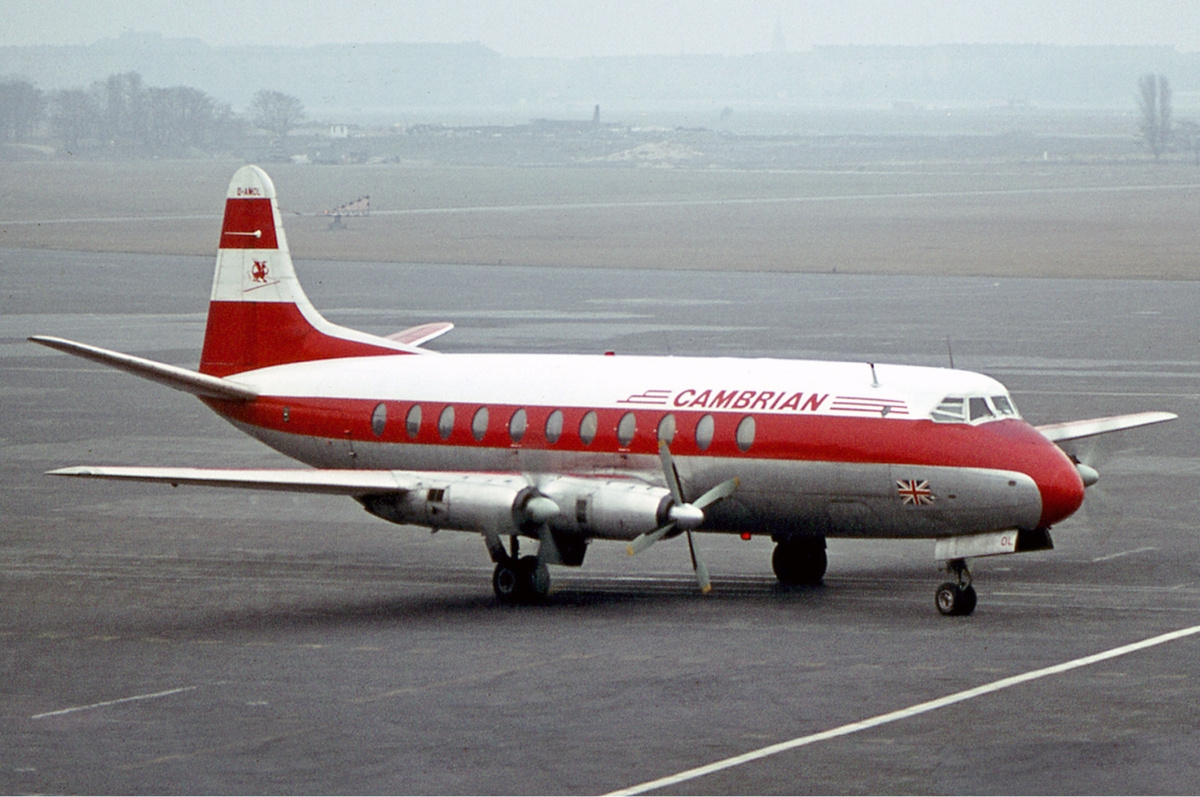
Diese Vickers Viscount (G-AMOL) stürzte 1965 im Anflug auf Liverpool ab

- Am 23. Juli 1955 stürzte eine De Havilland DH.104 Dove (G-AKSK) nach dem Start in Southampton aufgrund eines Motorschadens über dem New-Forest-Nationalpark ab. Die aus Paris kommende Maschine befand sich auf einem über Southampton und Bristol geführten Linienflug nach Cardiff. Der Pilot verstarb; die sechs Passagiere überlebten den Unfall.[18]

- Am 20. Juli 1965 verunglückte eine Vickers Viscount 701 der Cambrian Airways (G-AMOL), die ohne Passagiere nach Liverpool überführt werden sollte. Während des Anflugs brach die Maschine abrupt nach rechts aus und drehte sich in Rückenlage. Das Flugzeug kollidierte etwa 550 Meter vor der Landebahn des Flughafens Liverpool (Vereinigtes Königreich) mit einem Fabrikgebäude. Bei dem Unfall kamen die beiden Insassen der Maschine sowie zwei Personen am Boden ums Leben.[19]

- Am 19. Januar 1970 wurde eine Vickers Viscount 701 der Cambrian Airways (G-AMOA) bei einer harten Landung auf dem Flughafen Bristol-Lulsgate (Vereinigtes Königreich) irreparabel beschädigt. Alle 63 Insassen, die vier Besatzungsmitglieder und 59 Passagiere, überlebten.[20]

## Flotte

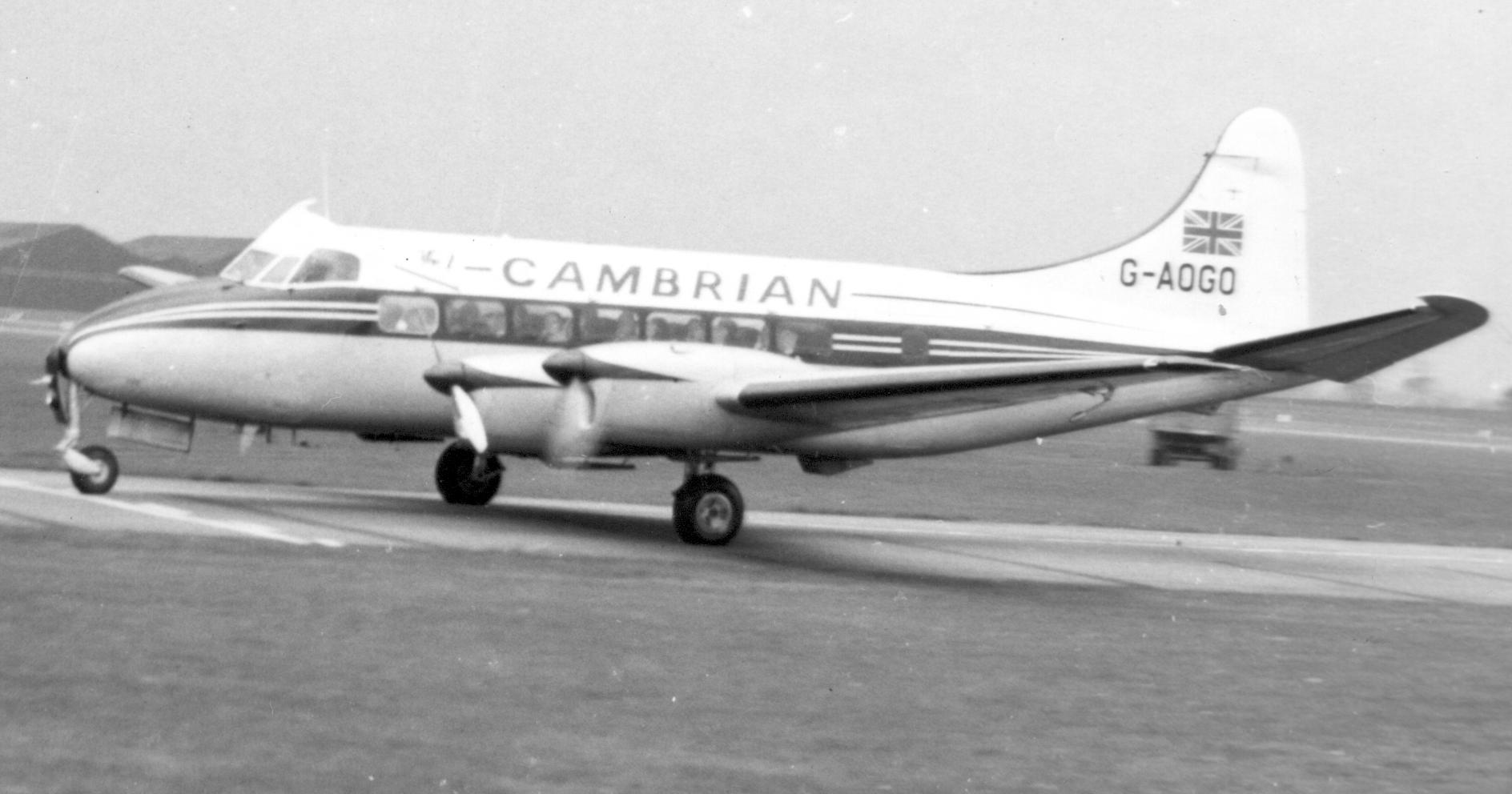
Die ab 1955 eingesetzten De Havilland DH.114 Heron waren mit 16 Sitzplätzen ausgestattet

Im Lauf ihrer Geschichte betrieb die Gesellschaft folgende Flugzeugtypen:
- Airspeed Consul und Oxford
- Auster Autocrat
- BAC 111-400
- De Havilland DH.60 Moth
- De Havilland DH.89 Dragon Rapide
- De Havilland DH.104 Dove
- De Havilland DH.114 Heron
- Douglas DC-3
- Percival Proctor
- Vicker Viscount 700 und 800